# 프리주어 가든
프리주어 가든(The Pleasure Garden)은 독일에서 제작된 알프레드 히치콕 감독의 1925년 영화이다. C. 폴큰버그 등이 주연으로 출연하였고 마이클 발콘 등이 제작에 참여하였다.

## 출연

### 주연
- C. 폴큰버그
- 카멜리타 게러티
- 플로렌스 헬밍거

### 조연
- 마일즈 맨더
- 존 스튜어트
- Virginia Valli

## 제작진
- 원작자: 올리버 샌다이스